# 24-Stunden-Rennen von Spa-Francorchamps 2020

Streckenlayout des Circuit de Spa-Francorchamps 2020

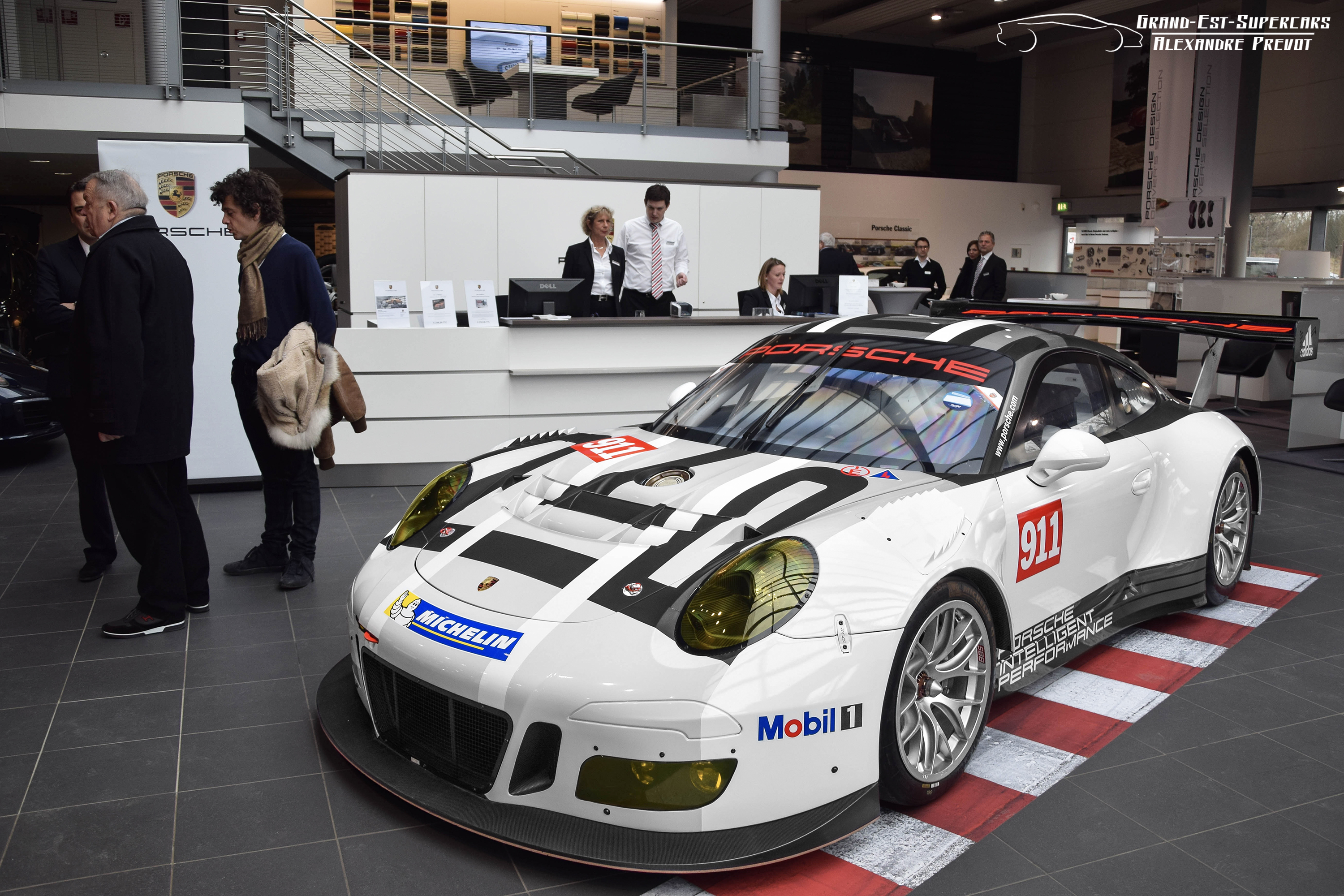
Siegerwagenmodell Porsche 911 GT3 R

Das 72. 24-Stunden-Rennen von Spa-Francorchamps, auch Total 24 Hours of Spa, fand vom 24. und 25. Oktober 2020 auf dem Circuit de Spa-Francorchamps statt und war der dritte Wertungslauf der Intercontinental GT Challenge dieses Jahres.

## Das Rennen
In Europa ergaben sich 2020 durch die COVID-19-Pandemie erhebliche gesellschaftliche Einschränkungen. Auch der Motorsport war von Massenquarantänen, Maskenpflichten und Zuschauerbeschränkungen betroffen. Der ursprüngliche Austragungstermin im Juli konnte vom Veranstalter nicht eingehalten. Das Rennen wurde in den Herbst verschoben und fand, ohne Zuschauer an der Strecke, am letzten Oktoberwochenende statt. 
Beinahe wiederholte sich, mit anderen Beteiligten, das dramatische Rennende des 24-Stunden-Rennens von Le Mans, als der dort führende Kazuki Nakajima im Toyota TS050 Hybrid zu Beginn der letzten Runde mit einem Defekt auf der Start-und-Ziel-Geraden stehenblieb. In Spa war Nick Tandy im Porsche 911 GT3 R betroffen, der in der vorletzten Runde mit Getriebeschaden fast noch ausgefallen wäre. Dazu Nick Tandy: „Da ist überall Öl aus dem Auto gekommen, eineinhalb Runden vor Schluss! Ich weiß gar nicht, was passiert ist. Das war der verrückteste Schlussstint, den ich je gefahren bin.“ Tandy gelang es, den Porsche mit einem Vorsprung von 4,6 Sekunden auf Patric Niederhauser im Audi R8 LMS GT3 ins Ziel zu fahren. 
Das schlechte Wetter beeinträchtigte die Fahrbedingungen. Der leichte Nieselregen, der fast 20 Stunden lang anhielt, ging in den letzten vier Stunden in Dauerregen über. Die regennasse Fahrbahn führte zu einigen Unfällen. Dennis Lind, ein Mitfavorit auf den Gesamtsieg, verunfallte im Lamborghini Huracán GT3 Evo am Sonntagmorgen in der Eau Rouge. Zwei Runden vor Schluss kollidierte Sergey Sirotkin im SMP-Ferrari 488 GT3 mit Patrick Pilet im Porsche und musste aufgeben. Pilet konnte weiterfahren und kam mit den Partnern Matt Campbell und Mathieu Jaminet als Gesamtvierter ins Ziel.

## Ergebnisse

### Schlussklassement
| 1           | Pro    | 98  | Rowe Racing                | Earl Bamber Nick Tandy Laurens Vanthoor                                  | Porsche 911 GT3 R            | 527 |
| 2           | Pro    | 66  | Attempto Racing            | Mattia Drudi Patric Niederhauser Frédéric Vervisch                       | Audi R8 LMS GT3              | 527 |
| 3           | Pro    | 54  | Dinamic Motorsport         | Matteo Cairoli Christian Engelhart Sven Müller                           | Porsche 911 GT3 R            | 527 |
| 4           | Pro    | 12  | GPX Racing                 | Matt Campbell Mathieu Jaminet Patrick Pilet                              | Porsche 911 GT3 R            | 527 |
| 5           | Pro    | 51  | AF Corse                   | James Calado Nicklas Nielsen Alessandro Pier Guidi                       | Ferrari 488 GT3              | 527 |
| 6           | Pro    | 25  | Saintéloc Racing           | Dorian Boccolacci Christopher Haase Markus Winkelhock                    | Audi R8 LMS GT3              | 527 |
| 7           | Pro    | 4   | Haupt Racing Team          | Vincent Abril Maro Engel Luca Stolz                                      | Mercedes-AMG GT3             | 527 |
| 8           | Pro    | 22  | Frikaelli Racing Team      | Jörg Bergmeister Frédéric Makowiecki Dennis Olsen                        | Porsche 911 GT3 R            | 527 |
| 9           | Pro    | 29  | JAS Motorsport             | Dane Cameron Mario Farnbacher Renger van der Zande                       | Honda Acura NSX GT3          | 526 |
| 10          | Pro    | 3   | K-Pax Racing               | Jules Gounon Maxime Soulet Jordan Pepper                                 | Bentley Continental GT3      | 525 |
| 11          | Pro    | 40  | GPX Racing                 | Louis Delétraz Romain Dumas Thomas Preining                              | Porsche 911 GT3 R            | 525 |
| 12          | Pro    | 9   | K-Pax Racing               | Rodrigo Baptista Álvaro Parente Andy Souček                              | Bentley Continental GT3      | 524 |
| 13          | Pro    | 47  | KCMG                       | Michael Christensen Kévin Estre Richard Lietz                            | Porsche 911 GT3 R            | 522 |
| 14          | Pro    | 30  | Team WRT                   | Ferdinand von Habsburg Dennis Marschall Matthieu Vaxivière               | Audi R8 LMS GT3              | 522 |
| 15          | Pro-AM | 77  | Barwell Motorsport         | Ricky Collard Rob Collard Leo Machitski Sandy Mitchell                   | Lamborghini Huracán GT3 Evo  | 521 |
| 16          | Pro    | 14  | Emil Frey Racing           | Ricardo Feller Mikaël Grenier Norbert Siedler                            | Lamborghini Huracán GT3 Evo  | 520 |
| 17          | Pro-Am | 93  | Tempesta Racing            | Eddie Cheever III Giancarlo Fisichella Chris Froggatt Jonathan Hui       | Ferrari 488 GT3              | 520 |
| 18          | Silver | 5   | Haupt Racing Team          | Sergey Afanasyev Michele Beretta Hubert Haupt Gabriele Piana             | Mercedes-AMG GT3             | 520 |
| 19          | Pro-Am | 188 | Garage 59                  | Jonny Adam Chris Goodwin Maxime Martin Alexander West                    | Aston Martin Vantage AMR GT3 | 519 |
| 20          | Silver | 84  | HTP Motorsport             | Indy Dontje Philip Ellis Russell Ward                                    | Mercedes-AMG GT3             | 517 |
| 21          | Pro-Am | 488 | Rinaldi Racing             | Pierre Ehret Daniel Keilwitz Rino Mastronardi David Perel                | Ferrari 488 GT3              | 516 |
| 22          | Silver | 555 | FFF Racing Team            | Hugo Chevalier Florian Latorre Baptiste Moulin Taylor Proto              | Lamborghini Huracán GT3 Evo  | 514 |
| 23          | Pro-Am | 10  | Boutsen Ginion Racing      | Benjamin Lessennes Jens Klingmann Karim Ojjeh Gilles Vannelet            | BMW M6 GT3                   | 514 |
| 24          | Silver | 90  | MadPanda Motorsport        | Patrick Assenheimer Ezequiel Pérez Companc Juuso Puhakka Ricardo Sanchez | Mercedes-AMG GT3             | 510 |
| 25          | Pro-Am | 20  | SPS Automotive Performance | Dominik Baumann Colin Braun George Kurtz Valentin Pierburg               | Mercedes-AMG GT3             | 509 |
| 26          | Silver | 11  | Team Parker Racing         | Frank Bird Nicolai Kjærgaard Euan McKay                                  | Bentley Continental GT3      | 500 |
| 27          | Silver | 89  | AKKA ASP                   | Alex Fontana Benjamin Hites Lucas Légeret                                | Mercedes -AMG GT3            | 497 |
| 28          | Am     | 108 | Classic and Modern Racing  | Stéphane Lémeret Clément Mateu Romano Ricci Stéphane Tribaudini          | Bentley Continental GT3      | 497 |
| 29          | Pro-Am | 107 | Classic and Modern Racing  | Pierre-Alexandre Jean Nelson Panciatici Seb Morris                       | Bentley Continental GT3      | 476 |
| Ausgefallen |        |     |                            |                                                                          |                              |     |
| 30          | Pro    | 72  | SMP Racing                 | Miguel Molina Davide Rigon Sergey Sirotkin                               | Ferrari 488 GT3              | 519 |
| 31          | Pro    | 27  | HubAuto Corsa              | Tom Blomqvist Marcos Gomes Kamui Kobayashi                               | Ferrari 488 GT3              | 515 |
| 32          | Pro    | 163 | Emil Frey Racing           | Giacomo Altoè Albert Costa Franck Perera                                 | Lamborghini Huracán GT3 Evo  | 496 |
| 33          | Pro    | 99  | Rowe Racing                | Julien Andlauer Klaus Bachler Dirk Werner                                | Porsche 911 GT3 R            | 495 |
| 34          | Silver | 33  | Team WRT                   | Rik Breukers Benjamin Gøthe Stuart Hall                                  | Audi R8 LMS GT3              | 453 |
| 35          | Pro-Am | 52  | AF Corse                   | Andrea Bertolini Niek Hommerson Louis Machiels Daniel Serra              | Ferrari 488 GT3              | 380 |
| 36          | Silver | 78  | Barwell Motorsport         | Patrick Kujala Alex MacDowall Frederik Schandorff                        | Lamborghini Huracán GT3 Evo  | 377 |
| 37          | Pro-Am | 991 | Herberth Motorsport        | Daniel Allemann Ralf Bohn Alfred Renauer Robert Renauer                  | Porsche 911 GT3 R            | 375 |
| 38          | Pro    | 63  | FFF Racing Team            | Andrea Caldarelli Marco Mapelli Dennis Lind                              | Lamborghini Huracán GT3 Evo  | 371 |
| 39          | Pro    | 35  | Walkenhorst Motorsport     | David Pittard Martin Tomczyk Nick Yelloly                                | BMW M6 GT3                   | 359 |
| 40          | Am     | 129 | Raton Racing               | Stefano Costantini Christopher Lenz Lucas Mauron Michael Petit           | Lamborghini Huracán GT3 Evo  | 318 |
| 41          | Pro-Am | 87  | AKKA ASP                   | Fabien Barthez Jean-Luc Beaubelique Thomas Drouet Jim Pla                | Mercedes-AMG GT3             | 275 |
| 42          | Pro    | 88  | AKKA ASP                   | Timur Boguslavskiy Felipe Fraga Raffaele Marciello                       | Mercedes-AMG GT3             | 263 |
| 43          | Pro    | 21  | KCMG                       | Josh Burdon Alexandre Imperatori Edoardo Liberati                        | Porsche 911 GT3 R            | 253 |
| 44          | Silver | 15  | Tech 1 Racing              | Timothé Buret Thomas Neubauer Aurélien Panis                             | Lexus RC F GT3               | 213 |
| 45          | Silver | 159 | Garage 59                  | Roman De Angelis Valentin Hasse-Clot James Pull Andrew Watson            | Aston Martin Vantage AMR GT3 | 201 |
| 46          | Am     | 918 | Herberth Motorsport        | Jürgen Häring Michael Joos Dimitrios Konstantinou Marco Seefried         | Porsche 911 GT3 R            | 158 |
| 47          | Pro    | 69  | Optimum Motorsport         | Rob Bell Joe Osborne Oliver Wilkinson                                    | McLaren 720S GT3             | 157 |
| 48          | Silver | 56  | Dinamic Motorsport         | Adrien de Leener Mikkel Pedersen Andrea Rizzoli Cedric Sbirrazzuoli      | Porsche 911 GT3 R            | 148 |
| 49          | Pro    | 31  | Team WRT                   | Kelvin van der Linde Christopher Mies Dries Vanthoor                     | Audi R8 LMS GT3              | 138 |
| 50          | Pro-Am | 111 | JP Motorsport              | Mathias Lauda Jens Liebhauser Christian Klien Patryk Krupiński           | Mercedes-AMG GT3             | 135 |
| 51          | Am     | 26  | Saintéloc Racing           | Christophe Cresp Gregory Paisse Steven Palette Pierre-Yves Paque         | Audi R8 LMS GT3              | 126 |
| 52          | Pro-Am | 74  | Ram Racing                 | Martin Konrad Callum MacLeod Tom Onslow-Cole Remon Vos                   | Mercedes-AMG GT3             | 121 |
| 53          | Pro    | 34  | Walkenhorst Motorsport     | Nicky Catsburg Philipp Eng Augusto Farfus                                | BMW M6 GT3                   | 107 |
| 54          | Pro    | 32  | Team WRT                   | Edoardo Mortara Frank Stippler Charles Weerts                            | Audi R8 LMS GT3              | 70  |
| 55          | Pro-Am | 19  | FFF Racing Team            | Raffaele Giammaria Hiroshi Hamaguchi Phil Keen Luigi Moccia              | Lamborghini Huracán GT3 Evo  | 33  |
| 56          | Silver | 55  | Attempto Racing            | Alex Aka Simon Gache Finlay Hutchinson Nicolas Schöll                    | Audi R8 LMS GT3              | 9   |

### Nur in der Meldeliste
Zu diesem Rennen sind keine weiteren Meldungen bekannt.

### Klassensieger
| Klasse | Fahrer           | Fahrer          | Fahrer           | Fahrer              | Fahrzeug                    | Platzierung im Gesamtklassement |
| ------ | ---------------- | --------------- | ---------------- | ------------------- | --------------------------- | ------------------------------- |
| Pro    | Earl Bamber      | Nick Tandy      | Laurens Vanthoor |                     | Porsche 911 GT3 R           | Gesamtsieg                      |
| Pro-Am | Ricky Collard    | Rob Collard     | Leo Machitski    | Sandy Mitchell      | Lamborghini Huracán GT3 Evo | Rang 15                         |
| Silver | Sergey Afanasyev | Michele Beretta | Hubert Haupt     | Gabriele Piana      | Mercedes-AMG GT3            | Rang 18                         |
| Am     | Stéphane Lémeret | Clément Mateu   | Romano Ricci     | Stéphane Tribaudini | Bentley Continental GT3     | Rang 28                         |

### Renndaten
- Gemeldet: 56
- Gestartet: 56
- Gewertet: 29
- Rennklassen: 4
- Zuschauer: unbekannt
- Wetter am Renntag: Regen
- Streckenlänge: 7,004 km
- Fahrzeit des Siegerteams: 24:00:38,727 Stunden
- Gesamtrunden des Siegerteams: 527
- Gesamtdistanz des Siegerteams: 3691,100 km
- Siegerschnitt: 153,700 km/h
- Pole Position: Raffaele Marciello – Mercedes-AMG GT3 Evo (#88) – 2:32,166
- Schnellste Rennrunde: Marco Mapelli – Lamborghini Huracán GT3 Evo (#95) – 2:18,146 = 182,500 km/h
- Rennserie: 3. Lauf zur Intercontinental GT Challenge 2020